# NGC 5439
NGC 5439 (również PGC 49965 lub UGC 8947) – galaktyka spiralna (Sbc), znajdująca się w gwiazdozbiorze Psów Gończych. Odkrył ją Lewis A. Swift 9 czerwca 1883 roku.